# Sönke Wortmann
Sönke Wortmann (Marl, 25 agosto 1959) è un regista tedesco.

## Biografia
Conseguito il diploma, Sönke intraprese la carriera di calciatore professionista per tre anni, ma rendendosi conto di non aver abbastanza talento per proseguire su questa strada, la interruppe. Dopo un breve periodo come sociologo, intraprese il percorso di formazione nel campo del cinema e della televisione presso l'University of Television and Film Munich nel 1984. Dopo essersi laureato nel 1989, si stabilì a Londra al Royal College of Art.
Durante il periodo di formazione, comparve come attore nel serie televisiva bavarese Famiglia dolce famiglia (Die glückliche Familie).
Nel 1991 il suo primo lungometraggio Allein unter Frauen ottenne un buon successo, ma fu con il film Tutti lo vogliono che nel 1995 ottenne i primi favori della critica. Da allora ha diretto numerose altre pellicole, fra cui Il miracolo di Berna, il maggior successo tedesco al botteghino nel 2003.

## Filmografia
- Nachtfahrer - cortometraggio (1981)
- Anderthalb - cortometraggio (1984)
- Fotofinish - cortometraggio (1986)
- Hochzeit des Figaro (1988)
- Drei D (1988)
- Allein unter Frauen (1991)
- Kleine Haie (1992)
- Mr. Bluesman (1993)
- Tutti lo vogliono (Der bewegte mann, 1994)
- Das Superweib (1996)
- Der Campus (1998)
- St. Pauli Nacht (1999)
- Der Himmel von Hollywood (2001)
- Il miracolo di Berna (Das Wunder von Bern, 2003)
- Deutschland. Ein Sommermärchen - documentario (2006)
- La papessa (Die Päpstin, 2009)
- Das Hochzeitsvideo (2012)
- Schoßgebete (2014)
- Frau Müller muss weg! (2015)

## Riconoscimenti
- Premio Bambi[1] per Tutti lo vogliono (1994)
- Bayerischer Filmpreis, Miglior regista[2] per Der Campus (1998)
- Bayerischer Filmpreis, Miglior regista[2] per Il miracolo di Berna (2003)
- Premio Bambi[1] per il documentario Deutschland. Ein Sommermärchen (2006)